# Senftenberg, Áo
Senftenberg là một thị xã thuộc huyện Krems-Land trong bang Niederösterreich.